# Фонтан Палма
„Палма“ е фонтан, посветен на победата, намиращ се в 1-ви арондисман на Париж.
Разположен е на Place du Châtelet („Площад Шатле“, Шатле – малък замък, малка крепост за защита на мост или на път). На 5 февруари 1925 г. получава статут на исторически паметник във Франция.  Фонтанът е изграден между 1808 и 1810 г. по поръчка на Наполеон Бонапарт и е известен и като Фонтан на победата (Fontaine de la Victoire) и Фонтан Шатле (Fontaine du Chatelet). Проектиран е от Франсоа Жан Брал (Francois Jean Bralle) – главен инженер, отговорен за конструкцията на фонтани в рамките на Париж за времето на строежа. 
Фонтанът представлява висока колона с височина почти 22 метра, моделирана в стила на колоните от нубийски храмове, като на нея има бронзови надписи, отбелязващи градовете на победи на Наполеон, включително Битката при Улм и Битката при Лоди. 
Около основата на фонтана са разположени четири статуи, представляващи алегории на бдителността, правото, силата и благоразумието, изработени от Луи Симон Боазо (Louis Simon Boizot). Оригиналната статуя на жена, носеща венци на победата е създадена от него и днес се намира в музея „Карнавеле“ (Musée Carnavalet), а на нейно място е поставено нейно точно копие. 
- Картина на фонтана от Етиен Бухо (Étienne Bouhot) от 1810 г.
- Фронтален изглед на фонтана
- Детайлен изглед на статуята на върха на колоната, погледната отпред
- Статуята на върха на колоната, погледната от страни
- Детайлен изглед от колоната